# Lustspiel
Lustspiel ist zunächst die deutsche Übersetzung von Komödie, so wie Trauerspiel die Übersetzung von Tragödie ist. Oft grenzt sich der Begriff einerseits von der verfeinerten höfischen Komödie eines Molière und andererseits von gröberen Gattungen des komödiantischen Theaters wie Posse und Schwank ab. Bei der Übersetzung des griechisch-lateinischen Begriffs ins Deutsche spielt ein Gegensatz zwischen „deutscher“ Kultur und romanischen Kulturen eine Rolle, weil das deutsche Sprachgebiet noch im 19. Jahrhundert von italienischen und französischen Opern und Dramen dominiert wurde. Das Lustspiel wurde also oft als eine spezifisch deutsche und bürgerliche Art der Komödie verstanden.

## Das deutsche bürgerliche Lustspiel
Gotthold Ephraim Lessing charakterisierte 1759 die deutschsprachigen Komödien zu Beginn des 18. Jahrhunderts folgendermaßen: „Unsere Lustspiele bestanden in Verkleidungen und Zaubereien; und Prügeleien waren die witzigsten Einfälle derselben.“ (Briefe, die neueste Literatur betreffend, 17) Autoren wie Johann Elias Schlegel (Die stumme Schönheit, 1748) versuchten, die „lustige Figur“ differenzierter zu zeichnen, ihr das Groteske zu nehmen und sie in Situationen des bürgerlichen Alltags zu zeigen. Seit jener Zeit bezeichnet man eine deutschsprachige Komödie mit hauptsächlich bürgerlichen (nicht adligen) Figuren als Lustspiel. Ein Vorbild war Lessings Minna von Barnhelm (1767). Eines der bekanntesten aus dieser Tradition hervorgegangenen Lustspiele ist Heinrich von Kleists Der zerbrochne Krug (1806).
August Wilhelm Schlegel sah in seinen Vorlesungen über dramatische Kunst und Literatur (1808) die Komödie in einer phantastischen Welt, das Lustspiel hingegen in einer wahrscheinlichen Welt angesiedelt. Seither haben deutschsprachige Theoretiker wie Otto Rommel immer wieder einen Unterschied zwischen Komödie und Lustspiel postuliert.
Im Unterschied zu gröberen Gattungen bemüht sich das Lustspiel um verfeinerte Komik und um realistische Handlungen und Figuren. Die Rührung behält die Oberhand über die Komik. Nach Johann David Michaelis ist sein Ziel manchmal eine „sehr ernsthafte Sitten-Lehre“. Das Lustspiel lässt die körperbetonten und musikalischen Elemente des Theatralischen zurücktreten und konzentriert sich auf den Dialog der Figuren. Daher steht das Lustspiel im engen Zusammenhang mit der Überwindung der Ständeklausel und der Emanzipation des Bürgertums seit der Französischen Revolution.
Die Themen des Lustspiels sind ausgeprägt bürgerlich und drehen sich oft um Geld wie Geldheirat, Erbschaft oder wirtschaftliche Probleme. Die größte gesellschaftliche Bedeutung hatten allerdings nicht die „literarischen“ Lustspiele von Lessing, Goethe oder Kleist, sondern die populären Theaterprodukte: August von Kotzebue bezeichnete mehrere seiner Komödien als Lustspiele, so etwa Die deutschen Kleinstädter (1802). Das Wiener Burgtheater, das nominell noch ein Hoftheater war, aber von der Zeit des Josephinismus an eine Versöhnung von Adel und Bürgern propagierte, war im 19. Jahrhundert ein Ort des Lustspiels. Es bildete damit einen Gegenpol zu den späten Possen und Operetten in den Vorstadttheatern. Der wichtigste Autor dort war Eduard Bauernfeld. Kritiker aus dem linken ebenso wie aus dem rechten politischen Lager bezeichneten das Lustspiel als „spießbürgerlich“ (Adam Müller-Guttenbrunn, Wien war eine Theaterstadt, 1880).